# Придворный карлик

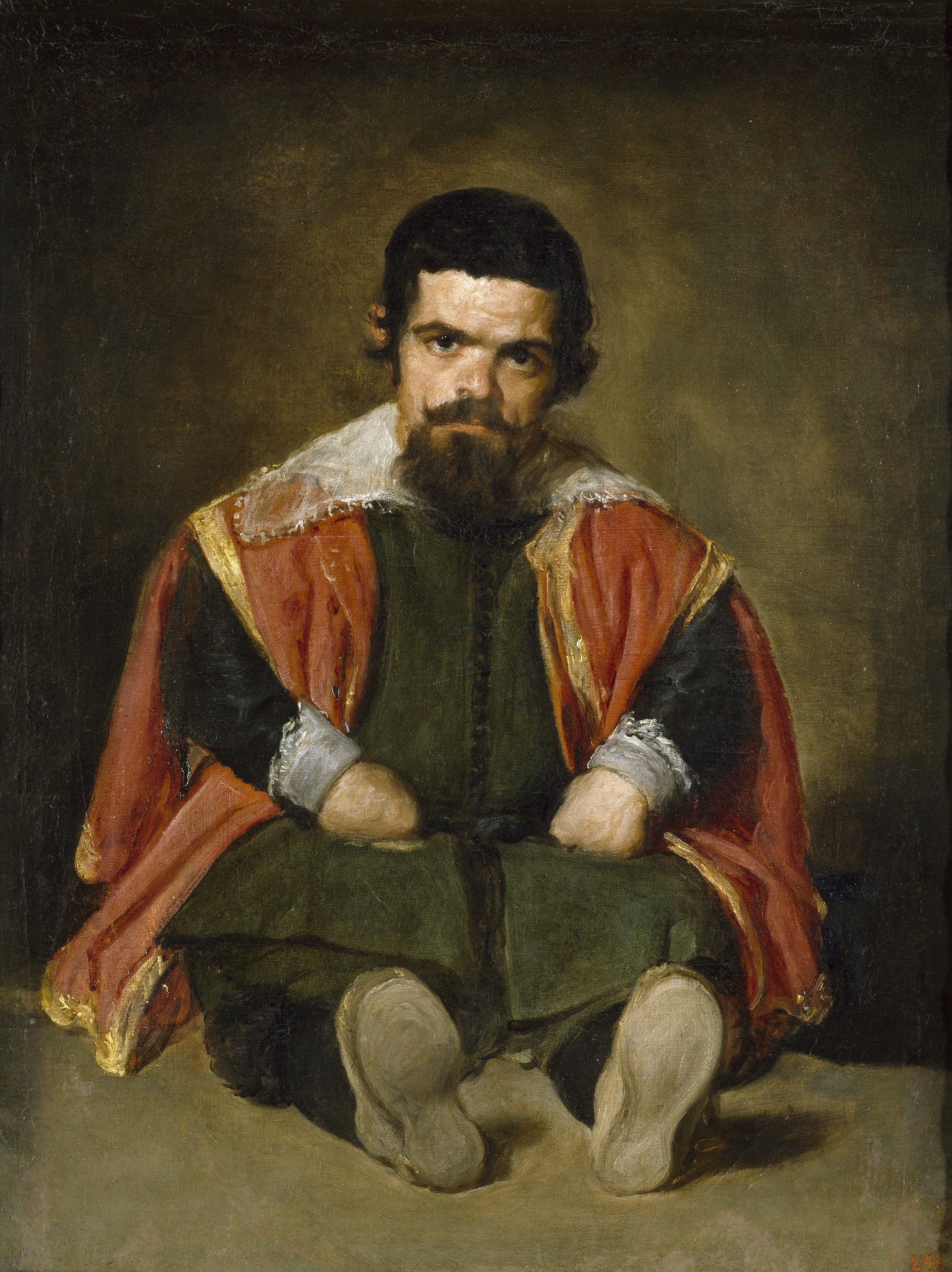
Диего Веласкес. Портрет Себастьяна де Морра, ок.1645

Первые карлики, о которых стало известно, служили при дворе знати. Ими владели, их продавали среди придворных, дарили в качестве сувениров королям и королевам.

## Визуальный эффект
Придворные карлики были всегда рядом с монархом, особенно когда во дворце проходили светские церемонии и приёмы. Из-за их маленького роста король казался намного больше, выигрывая визуально и усиливая своё могущество. В отличие от придворных шутов, выступавших артистами в жанре клоунады, придворным карликам была суждена роль «прирождённых паяцев», чьи необычные тела должны были развлекать королевский двор и аристократию. Внешний вид карликов походил на мифологических персонажей, их сравнивали с кобольдами и различными нежитями, приписывали им различные магические свойства.

## Античность

### Древний Египет, Греция и Рим

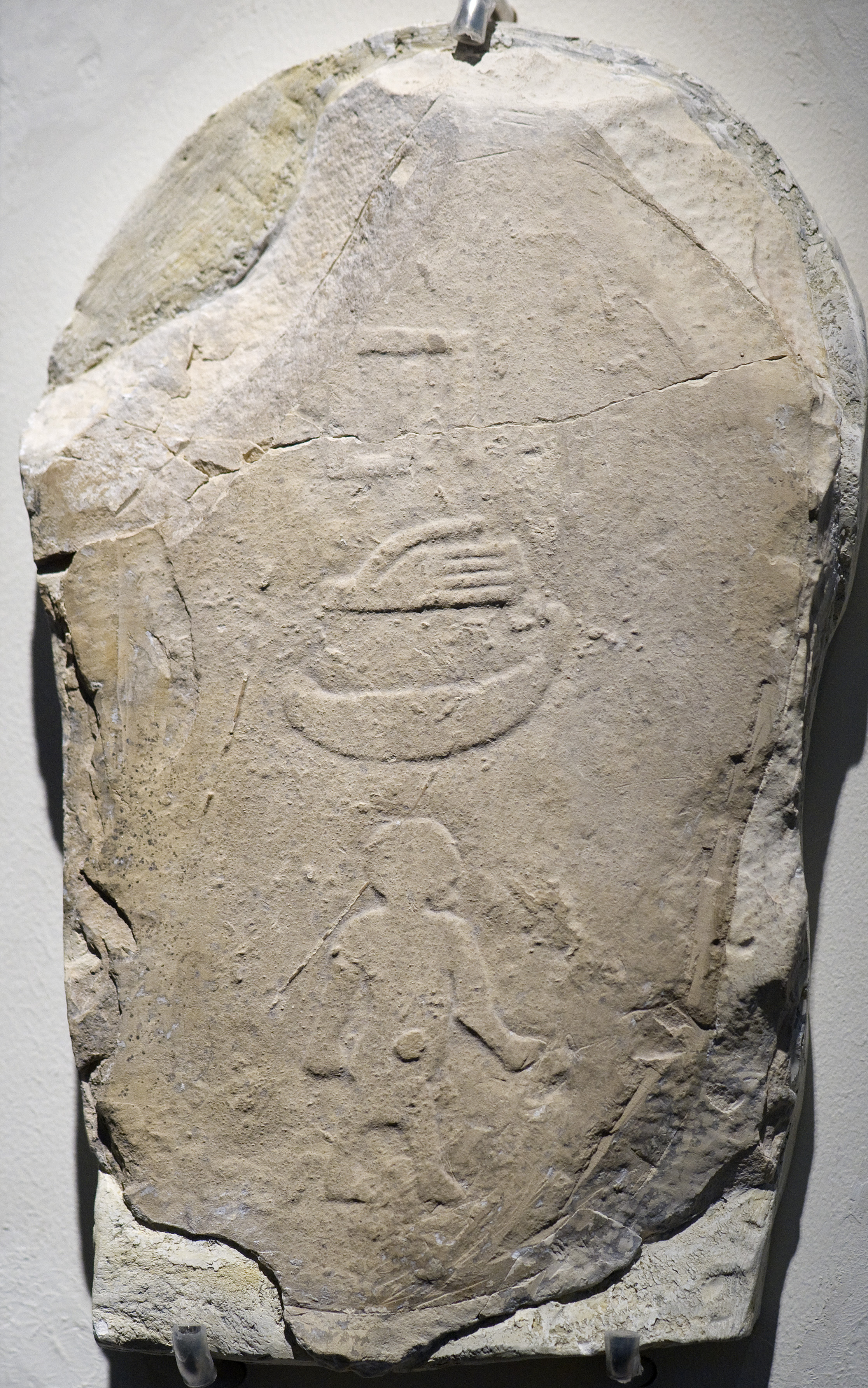
Иероглиф на стеле с изображением придворного карлика Хеда, умершего вместе со своим хозяином, из гробницы египетского фараона Ден, 2850 г. до н. э.

Известно, что с самых ранних исторических эпох карлики привлекали всеобщее внимание. Короли и богачи тратили огромные деньги, чтобы получить карликов к себе в слуги.
В Древнем Египте карлики рассматривались как нечто священное. Владение карликом давало человеку высокий социальный статус. Так, чиновник Хуфхор, правитель самой южной области Египта Элефантины, из своей экспедиции привёз ко двору юного фараона Пепи II танцующего карлика — очевидно, пигмея из Центральной Африки.
У Юлии, племянницы Августа, был карлик по имени Конопас, ростом 2 фута 4 дюйма (71 см) и вольноотпущенница Андромеда того же роста.

### Китай
Сыма Цянь записал историю о Ю Зане, придворном карлике при первом императоре Цинь, правившем с 259 по 210 год до н. э. В одном отрывке он написал, как сильно Ю жалеет стражников, стоящих под дождём на улице во время императорской трапезы. Император подслушал разговор Ю с ними и приказал сменить караул, чтобы стражники могли отдохнуть внутри. 
Мартин Монестье утверждает, что император Сюань-цзун построил место для отдыха «желанных монстров». Речь шла о карликах, которые были включены в число «монстров». Император У Ди, правивший во время династии ранней Хань, завозил карликов из других стран в качестве рабов и придворных шутов. Ян Чэн, губернатор одной из провинций, вмешался, сказав императору, что «маленькие люди были его подданными, а не рабами, и с ними нужно обращаться соответственно». У Ди был тронут и освободил карликов от рабства. Впоследствии Ян Чэн был обожествлён и ему поклонялись многие, особенно те, кто происходил из семей карликов. Образ Ян Чэна почитался веками..
У китайских императоров была возможность привозить к себе карликов по великому шёлковому пути. Эта практика сохранялась, по крайней мере, до династии Тан.

## Современная эпоха в Европе
Королевские дворы Европы постоянно соперничали между собой не только в политике, но и в области развлечений: правители и аристократия старались держать у себя как можно больше карликов. У Натальи Алексеевны из России, сестры императора Петра Великого, значилось 93 придворных карлика, в то время как при испанском королевском дворе с 1563 по 1700 год проживало 70 карликов. Людей с дварфизмом искали во всех странах Европы и их было модно дарить правителям.

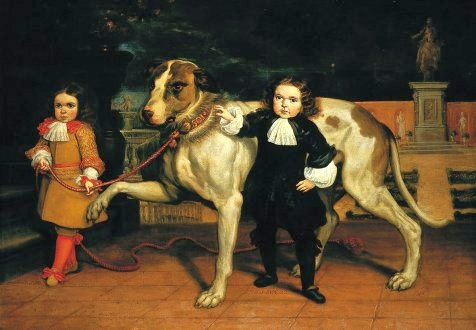
Ян ван Кессель Младший. Испанские придворные карлики с собакой, 1670-е гг.

Разница между шутами и карликами была в том, что шутов часто можно было встретить на праздниках и королевских аудиенциях при дворе. Они выступали за вознаграждение. Карлики же обычно числились в списках слуг как «придворный карлик», «личный карлик» или «камерный карлик», что позволяло им играть важную роль в церемониальной культуре и давало близкий доступ к монарху. Близкие отношения приводили к множеству ролей, помимо балаганного комика и придворного острослова. Карлики служили заменой детей или даже дипломатов. Обычно в конце своей карьеры придворные карлики получали пенсию и другие привилегии. Любимый карлик Петра Великого был похоронен за счёт казны с участием миниатюрных лошадок и «маленького священника».

### Великобритания
В британской традиции карлик впервые упоминается в старой балладе, которая начинается словами «При дворе Артура жил-был Том, мальчик-с-пальчик». Этот «песенный» документ свидетельствует, что прототип современного мальчика-с-пальчик жил при дворе короля Эдгара. Из достоверно известных карликов упоминают Джона Джарвиса, ростом в 2 фута (61 см), который был пажом королевы Марии I Тюдор. У её брата, короля Эдуарда VI, был карлик по имени Ксит.
В 1616 году карлику при дворе Якова I, Кристиану Стюарду, пожаловали 20 фунтов стерлингов во время его путешествия в Шотландию. Следующим «задокументированным» карликом является Джеффри Хадсон (1619—1682). Он был сыном мясника в Океме, который держал и забивал быков для Джорджа Вильерса, 1-го герцога Бекингема. Ни один из родителей Джеффри не был низкорослым, но в девять лет его рост не превышал 18 дюймов (46 см). Несмотря на это, он был изящно сложен. На обеде, который был организован герцогом Бекингемским монаршьим особам Карлу I и его королеве,  Джеффри принесли к столу в десерте, из которого он появился. В тот же день карлик был принят королевой Генриеттой Марией в пажи. «Маленький дворф» (от англ. «dwarf» — карлик) следил за судьбой двора во время Гражданской войны в Англии и, как говорят, был отважным капитаном кавалерии, заработав за свою активность прозвище «усердный Джеффри».
Он провёл две дуэли: одна с индюком — битва, записанная Давенантом, и вторая — с мистером Крофтсом, который пришёл на дуэль с водяным пистолетом, но был застрелен Джеффри из реального оружия. Он сел на лошадь, чтобы оказаться на одном уровне со своим противником и метко выстрелил в цель. Дважды Джеффри попадал в плен: в первый раз — к дюнкеркским корсарам, когда возвращался из Франции, куда ездил по делам королевы. Во второй раз он попал в руки турецких пиратов. Его страдания при последнем плене побудили его, по его словам, расти. На тридцатом году жизни он вырос до 3 футов 9 дюймов (1,14 м). Во время Реставрации Джеффри Хадсон вернулся в Англию, где жил на содержание, назначенное ему герцогом Бекингемским. Позже его обвинили в участии в папистском заговоре и заключили в тюрьму Гейт Хаус. Он был освобождён и вскоре умер в возрасте 63 лет.

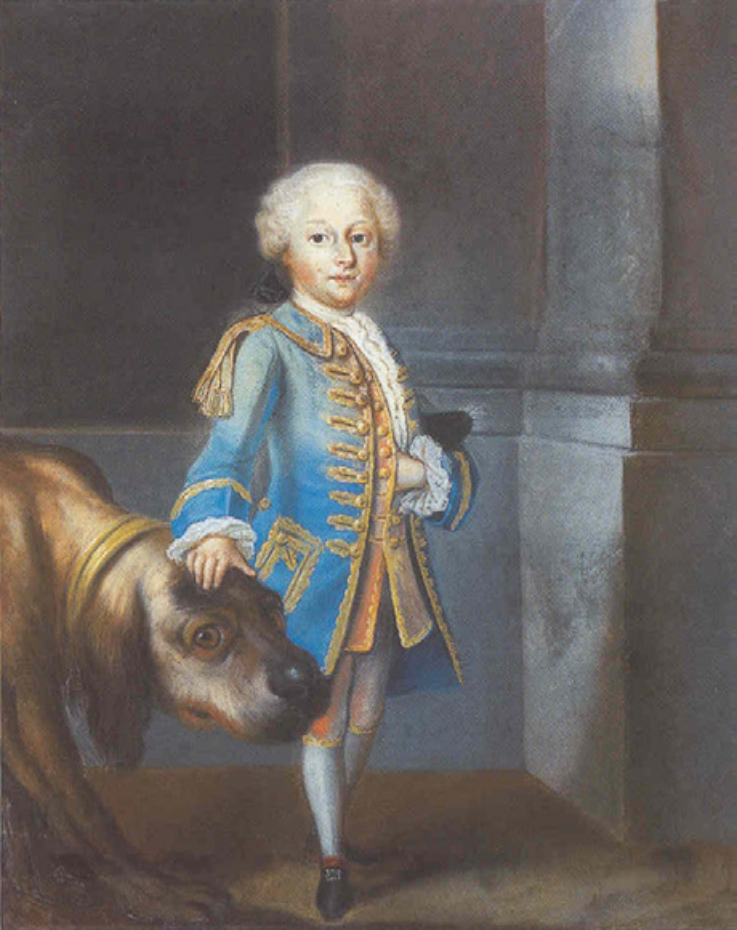
Портрет Николя Ферри, придворного карлика короля Станислава Польского

Современниками Хадсона были два других карлика Генриетты Марии: Ричард Гибсон и его жена Энн. Они поженились по желанию королевы. Политик и поэт Эдмунд Уоллер провёл церемонию бракосочетания. На двоих их рост составлял 7 футов 2 дюйма (218 см). У них было девять детей, пятеро из которых выжили и не имели никаких проблем с ростом. Гибсон был художником-миниатюристом Карла I. Также он обучал рисованию дочерей Якова II, королевы Марии II и Анны, когда они были детьми. Гибсон был родом из Камберленда и начинал свою карьеру пажом, сначала в аристократических семьях, а затем в королевской семье. Умер в 1690 году на семьдесят пятом году жизни, похоронен в соборе Святого Павла в Ковент-Гардене.
Последним придворным карликом в Англии был Коппернин, состоявший на службе у принцессы Августы Саксен-Готской, матери Георга III. Последним слугой-карликом был карлик мистера Бекфорда, автора «Ватека» и строителя Фонтхиллского аббатства, которого он содержал из гуманных соображений. Карлик был уже в возрасте, его не могли передать от одного хозяина к другому, как это было принято в прежние времена, когда карлик был «необходимостью» для каждой знатной семьи.

### Испания

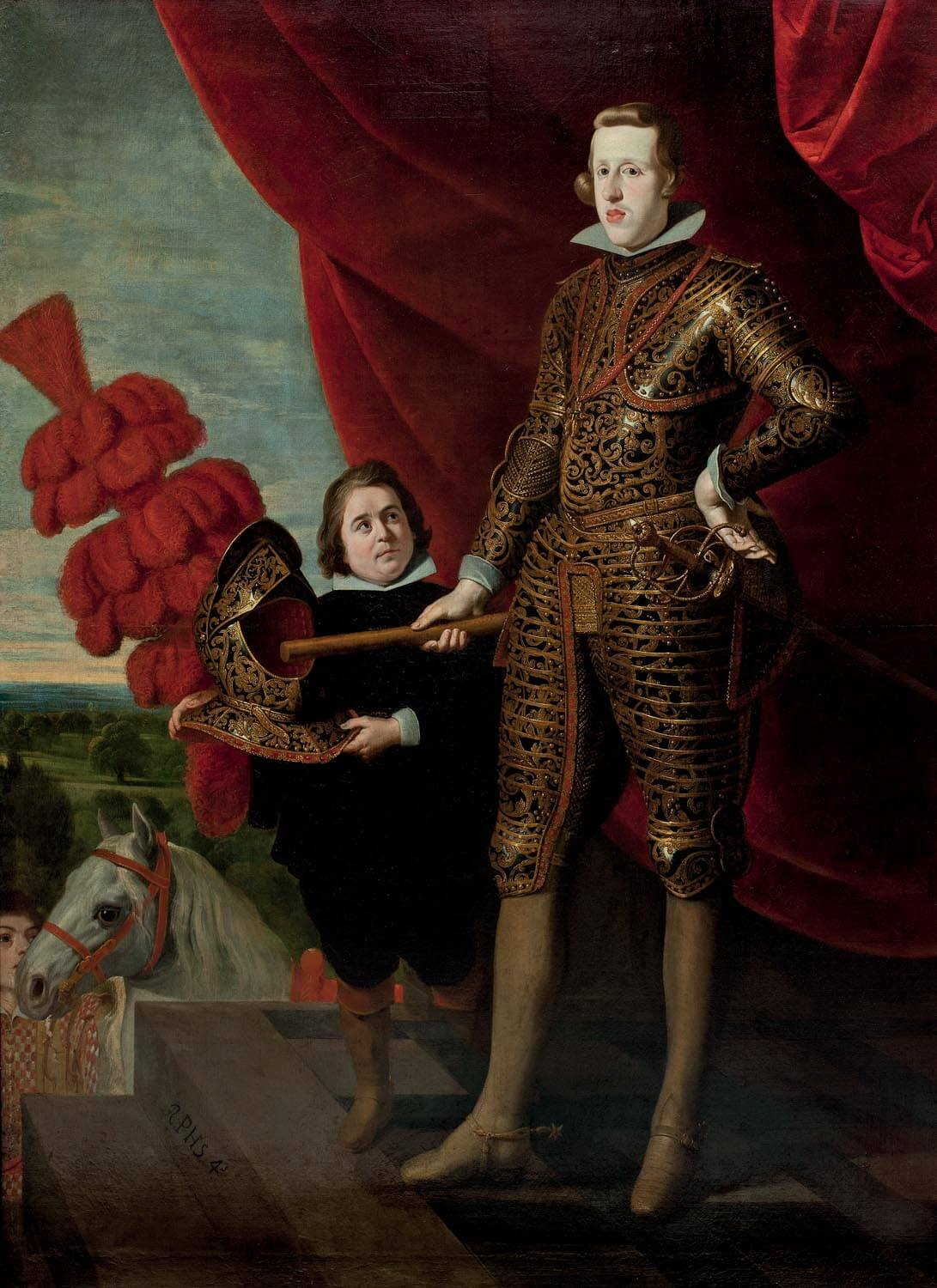
Гаспар де Крайер. Портрет Филиппа IV Испанского со своим придворным карликом

Испанский королевский двор был знаменит своими придворными карликами в XVI—XVII веках. Самыми известными из них были горбуны Филиппа IV Испанского, которые сейчас изображены на картинах Диего Веласкеса. Одной из них была Мария Барбола, работавшая Enana de la Reina — королевой гномов, официальной карлицей королевы между 1651 и 1700 годами. С ней в королевском дворе также служило несколько карлиц: Хуана де Аунон, сёстры Дженовева и Каталина Базан и Бернарда Бласко. Их основной обязанностью при дворе была игра с королевскими детьми. Карлицы пользовались привилегированным положением и у них даже были собственные слуги.
Эпоха придворных карликов в Испании закончилась в 1700 году, когда новый король Испании Филипп V упразднил должности при королевском дворе, которые считал уже устаревшими и к тому времени вышедшими из моды в других частях Европы. Должности шутов и придворных карликов уже больше никогда не значились при испанском дворе.

### Польша
Придворные карлики существовали в Польше по крайней мере с XVI века. У польских принцесс Екатерины Ягеллон и Софии Ягеллон были придворные карлицы Агнешка и Доротея Острельская, сопровождавшие их в Швецию и Германию соответственно, чтобы выйти замуж.
Придворные карлики всё ещё существовали при польском дворе в XVIII веке, когда мода на них уже спала при других дворах. Станиславу Польскому принадлежал Николас Ферри («Bébé» — младенец) (1741—1764), ростом 2 фута 9 дюймов (84 см). Он был одним из трёх детей-карликов крестьянских родителей в Вогезах. Он умер в 1764 году в возрасте 24 лет.

### Россия
Впервые карлики при дворе в России появились во времена правления Алексея Михайловича. Пик популярности карликов и их нахождения при дворе пришёлся на период правления Петра I. Ряд исследователей объясняют этот факт личными пристрастиями Петра ко всему европейскому, где традиция держать на службе карлика-шута существовала уже несколько веков. Первых двух карликов десятилетний Пётр получил в подарок от брата Фёдора и назвал их Комар и Сверчок.
У императрицы Екатерины I прислуживала карлица, которую звали Прасковья Фёдоровна. Пётр I решил выдать её замуж за своего любимого карлика Якима Волкова, того самого Комара. Император издал специальный указ, по которому всех карликов, живущих в имениях дворян, нужно было нарядить и прислать в Москву и Петербург, всего на свадьбе присутствовали 72 карлика. Свадьба состоялась, однако брак оказался трагичным. Прасковья умерла при родах, а Яким вскоре сильно запил и скончался.
Карликов при дворе весьма жаловала императрица Анна Иоанновна. В период ее правления при царском дворе наряду с карликами появились и карлицы, которые их постепенно заместили. Она также устроила свадьбу своей любимой карлицы Авдотьи Бужениновой. Для праздника на Неве был выстроен целый ледяной дворец, в котором новобрачным предстояло провести всю ночь.
В России карликов держали при дворе в качестве шутов либо некой диковинки, которой можно было удивить гостей.

### Франция
Французский придворный карлик, Ришбур (1756—1846), был ростом всего 23 дюйма (58,6 см). Он начал прислуживать семейству герцогов Орлеанских, и в более поздний период службы получал от них регулярные платежи за особые заслуги. Говорят, что во время Французской революции его маленький рост использовался так, что он без проблем въезжал и выезжал из Парижа с няней, баюкавшей его на руках. Ришбур перевозил крайне опасные депеши, которые прятали в детские пелёнки. Он умер в Париже в 1846 году в возрасте 90 лет.

### Швеция
Придворные карлики отмечены при шведском королевском дворе с середины XVI века. Придворные карлицы Лилла Ганнел (Литтл Ганнел) и Федосса, родом из Русского государства, находились в услужении принцессы Софии Шведской.
Польская принцесса Екатерина Ягеллон (1526—1583), вышедшая замуж за герцога Финляндии — позже он стал королём Швеции Иоанном III — была в близких дружеских отношениях с карлицей Доротеей Острельской. Досечка, Доска, как называла её королева, была одной из немногих в её окружении, с кем она делила заключение под стражу, находясь в плену у короля Эрика XIV, чей брат (её муж) восстал против короны. Досечка была фавориткой и наперсницей Екатерины и после того, как последняя стала королевой Швеции.
Придворные карлики были частью шведского королевского двора на протяжении XVII века и выступали нередко в роли шутов. Например, Элизабет-шутиха, служившая при дворе королевы Марии Элеоноры, Анника Коллберг (или «Маленькая карлица Анника») — при королеве Хедвиг Элеоноре, Андерс Люксембург — при Карле XII.
Придворным карликам обычно не полагалось денежного содержания, но они получали одежду, еду и комнату. Однако в отдельных случаях им давалось ещё школьное и среднее образование, где их готовили к определённым профессиям, таким как камердинер или конюх. К примеру, тёмнокожий придворный карлик Карл Ульрих был официально нанят на работу и получал регулярную заработную плату. Одному из карликов, Андерсу Бину, был пожалован титул аристократа. Но, в конце концов, должность придворного карлика  считалась к тому времени уже устаревшей и окончательно упразднилась после правления Карла XII.

## Список людей с положением придворного карлика
- Нано Морганте, итальянский придворный карлик при дворе Козимо I Медичи, великого герцога Тосканы
- Агнешка, польская придворная карлица на службе Софии Ягеллон, герцогини Брауншвейг-Люнебургской
- Мария Барбола, испанский придворный карлик
- Андерс Бин, норвежский художник и придворный карлик на службе вдовствующей шведской королевы Хедвиг Элеоноры Гольштейн-Готторпской.
- Франсуа де Кувильес, первоначально придворный карлик Максимилиана II Эмануэля, курфюрста Баварии
- Николя Ферри (известный как Bébé) (1741—1764), французский карлик короля Станислава Лещинского.
- Елена Антония, придворная карлица Марии Австрийской, императрицы Священной Римской империи
- Джеффри Хадсон (1619 — ок. 1682), придворный карлик английской королевы Генриетты Марии Французской
- Юзеф Борувласки (1739—1837), польский придворный карлик и музыкант, гастролировавший по европейским и турецким дворам.
- Перкео Гейдельбергский, придворный карлик курфюрста Палатина Карла III Филиппа в Гейдельберге